# Харжа (Бузау)
Харжа (рум. Hârja) насеље је у Румунији у округу Бузау. Oпштина се налази на надморској висини од 460 m.

## Становништво
Према подацима из 2011. године у насељу је живело 862 становника.